# بدرالسادات مفیدی
بدرالسادات مفیدی روزنامه‌نگار ایرانی و دبیر انجمن صنفی روزنامه‌نگاران ایران است.

## دستگیری در سال ۱۳۸۸
مفیدی در روز ۷ دی ۱۳۸۸ با حکم عمومی دادستان تهران برای بازداشت فعالان سیاسی که در مراسم تشییع جنازه حسینعلی منتظری حضور داشته‌اند، بازداشت شد. همسر وی مسعود آقایی نیز همزمان با او بازداشت و ۵۲ روز بعد با سپردن وثیقه آزاد شد.
وی بر اثر شدت فشارهای بازجویان وزارت اطلاعات به مشکلات قلبی دچار شد.
مادر بدرالسادات مفیدی نیمه فروردین ماه ۱۳۸۹ نامه‌ای به دادستان تهران نوشت و خواستار رسیدگی به وضعیت دخترش شد پس از بی‌جواب ماندن نامه، آن را به صورت سرگشاده منتشر کرد.